# Sunny Doench
Sunny Doench (Dayton (Ohio), 21 mei 1972) is een Amerikaanse actrice, filmproducente en zangeres.

## Biografie
Doench heeft een tweelingbroer. Doench was de eerste keuze van de rol van Gabrielle in de televisieserie Xena: Warrior Princess, maar zij besloot dit niet te doen omdat zij dan te ver van haar vriend moest wonen.
Doench begon in 1993 met acteren in de film Death Run to Istanbul. Hierna heeft zij nog meerdere rollen gespeeld in films en televisieseries maar dit waren voornamelijk eenmalige gastrollen. 
Doench is ook actief als solozangeres onder de naam Adam's Sister. Zij schrijft en produceert alles onder eigen beheer.  Doench is al twee keer genomineerd geweest op de L.A. Music Awards voor Beste Zangstem van het Jaar en Beste Onafhankelijke Single van het Jaar.

## Filmografie

### Films
Uitgezonderd korte films.
- 2022 Evil at the Door - als Jessica
- 2021 Uploaded - als zus van Gary
- 2018 Season and Renee - als Season
- 2017 Coffin 2 - als Rona Samms
- 2017 Hope Dances - als Tina Douglas
- 2016 Uploaded - als zus van Gary
- 2011 Coffin – als Rona Samms
- 2011 The Girl with No Number – als Nancy Wilson
- 2009 The Corporate Cut Throat Massacre – als Beth
- 2009 The Hallway – als Emily
- 2008 Downloading Nancy – als verslaggeefster
- 2008 A Darker Reality – als Jesse Metcalfe
- 2007 The Beautiful Ordinary – als mrs. Turner
- 2005 Blue in Green – als Camille
- 2004 Border Blues – als Helen
- 2004 Black Cloud – als verslaggeefster
- 2002 Only in Hollywood – als Helen Wheeler
- 2001 Double Deception – als Jodi Baker
- 2000 Talk of the Town – als ??
- 1994 Backlash – als Jennifer Parker
- 1993 Death Run to Istanbul – als Lola

### Televisieseries
Uitgezonderd eenmalige gastrollen.
- 2001 The Dating Zone – als gaste - ? afl.

### Filmproducente
- 2018 Season and Renee - film
- 2017 Kindness of Strangers - korte film

- Gemeinsame Normdatei: 1060077957
- Virtual International Authority File: 311574746
- WorldCat: E39PBJwmRcgJyB8hT8Fvw7C84q